# Misgolas villosus
Misgolas villosus är en spindelart som först beskrevs av William Joseph Rainbow 1914.  Misgolas villosus ingår i släktet Misgolas och familjen Idiopidae.
Artens utbredningsområde är New South Wales. Inga underarter finns listade i Catalogue of Life.